# Jana Birgusová
Jana Birgusová (* 15. března 1984 Ostrava) je česká herečka. Maturovala na hudebně-dramatickém oboru na Pražské konzervatoři, v roce 2007 zde absolvovala. Během závěrečných let studia účinkovala v Divadle Konzeratoře a v komparzu Divadla na Vinohradech, na divadle hraje dodnes. Nejznámější je ale patrně její role Lídy v seriálu Ulice.

## Role

### Seriály
- Ulice – Lída (Ludmila Farská)
- To nevymyslíš
- Cukrárna

### Divadlo

#### Divadlo Konzervatoře
- Ťululum, 2005 – Madame Pinchardová
- Milujeme křečky, 2006
- Krvavá svatba, 2006 – služka
- Piknik, 2006 – Flo Owensová

#### Divadlo na Vinohradech
- Král Jelenem

#### Strašnické divadlo
- Friedrich Dürrenmatt: Dvojník, 2005–2006

#### Divadlo Aqualung
- Edmond Rostand: Cyrano, 2005

#### Divadelní společnost Háta Praha
- To byl teda Silvestr!, 2008
- Herci v nesnázích aneb Dnes hrajeme Cyrana, 2009
- Jakeovy ženy, 2010
- Tři bratři v nesnázích, 2012

#### Nevítaní (malá scéna divadla ABC)
- Louis Nowra: Noc bláznů, 2010 – Cherry

### Dabing
- Letopisy Narnie
- Pilotova žena